# Diphyus orbitalis
Diphyus orbitalis là một loài tò vò trong họ Ichneumonidae.